# Библиотека Гёттингенского университета
Земельная библиотека Нижней Саксонии и библиотека Гёттингенского университета (нем. Niedersächsische Staats- und Universitätsbibliothek Göttingen, SUB Göttingen) — публичная научная и государственная библиотека, являющаяся частью Гёттингенского университета, расположенного в Нижней Саксонии; также является библиотекой Гёттингенской академии наук; одна из крупнейших академических библиотек Германии. Была основана в 1734 году; в 1992 году переехала в здание на территории университетского кампуса, спроектированное архитектором Экхардом Гербером.

## История
Библиотека Гёттингенского университета была основана в 1734 году: первоначально она располагалась в здании первого колледжа университета «Kollegiengebäude», открытого в 1737 году и в котором ранее размещался доминиканский монастырь. Куратор и основатель университета Герлах Адольф фон Мюнххаузен (1688—1770) нанял Иоганна Маттиаса Геснера в качестве первого директора библиотеки. Мюнххаузен также сумел приобрести обширную частную библиотеку Иоахима Хайнриха фон Бюлова (1650—1724) в качестве основы для книжной коллекции: условием покупки было то, что университетская библиотека Геттингена будет постоянно носить название «Bibliotheca Buloviana» — сегодня данное условие не выполняется.
Сразу после своего основания библиотека начала пополняться новыми изданиями, выбиравшимися на основании их содержания; кроме того был установлен постоянных бюджет на приобретение новых книг. Постепенно библиотека в Гёттингене стала одной из ключевых библиотек в Германии — и прототипом для современной университетской библиотеки. Доступ к её фондам обеспечивала обширная система каталогов.
Профессор классической филологии Христиан Готтлоб Гейне, занимавший пост директора библиотеки с 1763 по 1812, сумел превратить библиотеку в Гёттингене в учреждение общенационального значения: он организовал межбиблиотечный абонемент и, помимо новых немецких публикаций, активно закупал заграничную литературу — используя для этого собственную переписку с другими учёными. Таким образом фонды пополнились не только французской, английской и американской литературой, но также арабскими и восточными книгами. Когда Гейне вступил в должность, в библиотеке насчитывалось 60 тысяч томов; к моменту его смерти коллекция выросла до 200 тысяч книг. Аналогичным образом расширились и библиотечные помещения.

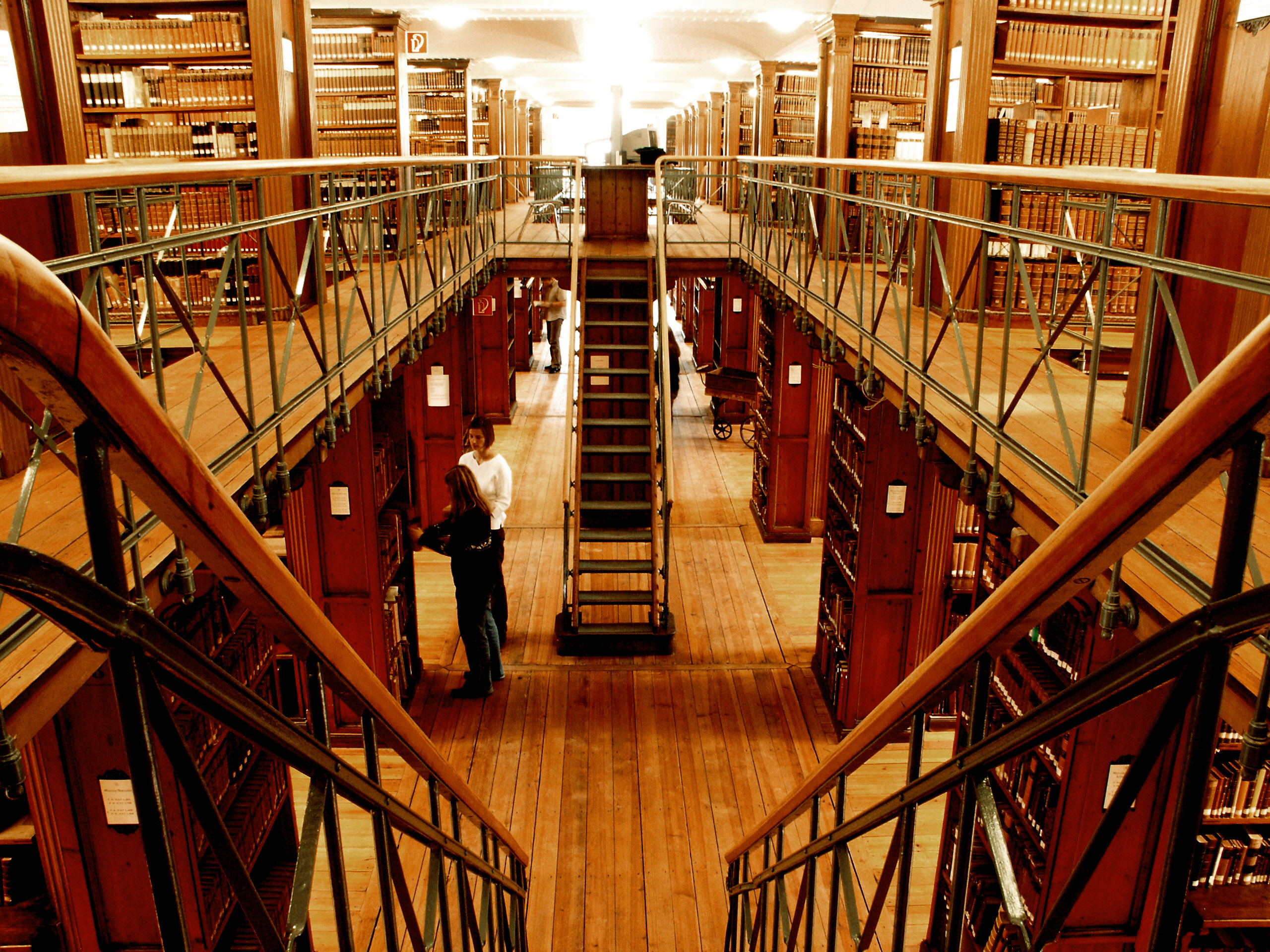
«Зал Гейне» в 2004 году

В XIX веке «Библиотека Королевского университета» развивалась значительно медленнее, в связи с нехваткой бюджета. Известными библиотекарями в тот период были братья Якоб и Вильгельм Гримм, занимавшие посты директоров с 1830 по 1837 год. В 1845-1875 годы директором университетской библиотеки был профессор Карл Хёк, который проработал в библиотеке в общей сложности шестьдесят лет. Библиотека была передана под управление Пруссии в 1866 году. С конца XIX века она была включена в развивающуюся систему надрегионального снабжения литературой: для этого в период между 1878 и 1882 годами на улице Принценштрассе была возведена масштабная пристройка, где сегодня находится «Зал Гейне», названный в честь Христиана Гейне. Комплекс зданий был расширен в 1916 году за счёт дополнительного здания для складских запасов.
В 1992 году на территории университетского городка, на площади Platz der Göttinger Sieben, было открыто новое здание центральной библиотеки, спроектированное архитектором Экхардом Гербером (род. 1938). Здесь также разместилась штаб-квартира «Объединенной библиотечной ассоциации» (Gemeinsamer Bibliotheksverbund, GBV), особые коллекции библиотеки и мастерская по реставрации книг. В 2002 году SUB Göttingen получила звание «Библиотека года» (Bibliothek des Jahres) от немецкой ассоциации «Deutscher Bibliotheksverband» (DBV).